# マンボ・シヌエンド
『マンボ・シヌエンド』（Mambo Sinuendo）は、アメリカ合衆国のギタリスト、ライ・クーダーとキューバのギタリスト、マヌエル・ガルバンが2003年に連名で発表したスタジオ・アルバム。

## 背景
クーダーの息子ヨアキム・クーダー、長年クーダーと共演してきたジム・ケルトナー、それにブエナ・ビスタ・ソシアル・クラブの参加ミュージシャンとして知られるオルランド・"カチャイート"・ロペスとミゲル・"アンガ"・ディアスといったプレイヤーが起用された。彼らは、本作と同時進行で制作されたイブライム・フェレールのソロ・アルバム『Buenos Hermanos』にも参加しており、クーダーは同アルバムでもプロデューサーを務めた。
選曲はキューバのスタンダード・ナンバーが中心で、「君の瞳の中の月」は、ガルバンが在籍していたロス・サフィーロスの曲のカヴァーである。また、「カバージョ・ビエホ〜年老いた馬」はベネズエラの歌手シモン・ディアスのカヴァーで、「シークレット・ラヴ」はドリス・デイの歌唱で知られるアメリカの歌である。

## 反響
クーダーのアルバムとしては『ゲット・リズム』（1987年）以来16年ぶりにBillboard 200入りを果たし、最高52位を記録した。また、『ビルボード』のラテン・アルバム・チャート、ワールド・ミュージック・アルバム・チャートではいずれも1位を獲得した。
ベルギーのフランデレン地域では、合計17週にわたってトップ40入りし、最高13位を記録するヒットとなった。

## 評価・影響
第46回グラミー賞では、本作が最優秀ポップ・インストゥルメンタル・アルバム賞を受賞し、収録曲「パトリシア」は最優秀ポップ・インストゥルメンタル・パフォーマンス賞にノミネートされた。
アダム・グリーンバーグはオールミュージックにおいて5点満点中4点を付け「1950年代から1960年代におけるポップとジャズのクロスオーヴァーに極めて忠実な、ギターを基礎とした戯れ」「2人のギタリストの音楽的才能と、両名のインタープレイこそが、まさにこのアルバムの楽しみである」と評している。
「おやすみネグリータ」は、2007年公開の映画『マイ・ブルーベリー・ナイツ』のサウンドトラックで使用された。

## 収録曲
1. おやすみネグリータ - Drume Negrita (Ernesto Grenet) - 5:00
2. 山の中へ - Monte Adentro (Arsenio Rodríguez) - 2:53
3. ロス・トゥワンゲロス - Los Twangueros (Ry Cooder, Manuel Galbán) - 4:42
4. パトリシア - Patricia (Pérez Prado) - 3:29
5. カバージョ・ビエホ〜年老いた馬 - Caballo Viejo (Simón Díaz) - 3:51
6. マンボ・シヌエンド - Mambo Sinuendo (R. Cooder, M. Galbán, Joachim Cooder) - 2:31
7. 金婚式 - Bodas de Oro (Electo Rosell "Chepin") - 4:40
8. エチャレ・サルシータ - Échale Salsita (Ignacio Piñeiro) - 4:27
9. 君の瞳の中の月 - La Luna en Tu Mirada (Luis Chanivecky) - 4:13
10. シークレット・ラヴ - Secret Love (Paul Francis Webster, Sammy Fain) - 5:49
11. ボレロ・ソナンブロ - Bolero Sonámbulo (R. Cooder, M. Galbán) - 4:31
12. マリア・ラ・オ - María la O (Ernesto Lecuona) - 4:19

## 参加ミュージシャン
- ライ・クーダー - ギター、スティール・ギター、トレス（英語版）、ヴィブラフォン、エレクトリックピアノ、オルガン、エレクトリックベース
- マヌエル・ガルバン - ギター
- オルランド・"カチャイート"・ロペス - ダブル・ベース
- ジム・ケルトナー - ドラムス(on #1, #2, #3, #4, #5, #7, #8, #11)
- ヨアキム・クーダー（英語版） - ドラムス(on #1, #4, #5, #6, #7, #8, #9, #12)
- ミゲル・"アンガ"・ディアス - コンガ(on #1, #2, #3, #4, #5, #7, #8, #9, #12)

アディショナル・ミュージシャン
- Carla Commagere - コーラス(on #2, #6)
- Juliette Commagere - コーラス(on #2, #6)
- Gregorio Hernández Rios "Goyo" - バタドラム(on #3)
- Maximino Duquesne Martínez - バタドラム(on #3)
- Marcos H. Scull - バタドラム(on #3)
- Yosvani Díaz - バタドラム(on #3)
- ハーブ・アルパート - トランペット(on #6)